# Künstliche Photosynthese
Die künstliche Photosynthese bezeichnet einen chemischen Prozess, bei dem mit Hilfe von Sonnenlicht chemische Produkte hergestellt werden. Analog zur biotischen Photosynthese sollen bei der künstlichen Photosynthese aus Sonnenlicht, Kohlenstoffdioxid und Wasser verschiedene Produkte wie Brennstoffe, Chemikalien oder Kohlenhydrate und Sauerstoff entstehen.

## Geschichte
Die Herstellung von Brennstoffen aus Sonnenenergie mittels künstlicher Photosynthese gilt als eine der anspruchsvollsten Aufgaben der Chemie. Ihre Geschichte geht bis in das Jahr 1912 zurück, als der italienische Chemiker Giacomo Ciamician eine später auch in Science veröffentlichte Vorlesung hielt, in der er auf die zivilisatorischen Vorzüge der direkten Solarenergienutzung durch künstliche Photosynthese gegenüber der Kohleverbrennung hinwies. Jedoch erst 1972 bemühte man sich erstmals, dieses Ziel auch tatsächlich zu erreichen: Akira Fujishima und Kenichi Honda publizierten 1972 ihre Überlegungen, mit welchen technischen Mitteln man Sonnenlicht einfangen könnte, um damit Wasser in Sauerstoff und Wasserstoff zu zerlegen. In den 1960er Jahren hatten sie bereits die photokatalytischen Eigenschaften von Titandioxid und den Honda-Fujishima-Effekt der Hydrolyse beschrieben. 1983 demonstrierte William Ayers die Anordnung von Katalysatoren für die Wasserspaltung auf einem Silizium-Wafer und eine effizientere Methode wurde von Daniel G. Nocera 2010 entwickelt. Pionierarbeit zur katalytischen Reduktion von Kohlendioxid unter Absorption von sichtbarem Licht leisteten 1982 Jean-Marie Lehn und Raymond Ziessel (mit organischen Rubidium-Komplexen). 2008 demonstrierte Andrew Bocarsly die Umwandlung von Kohlendioxid zu Methanol und er verfolgte die Umwandlung von Kohlendioxid aus der Luft in Kohlenwasserstoffe mit elektrochemischen Methoden weiter in der von ihm mitgegründeten Firma Liquid Lights.

## Eigenschaften
Zur künstlichen Photosynthese wird sowohl die photokatalytische Wasserspaltung gezählt, bei der Wasser in Wasserstoff und Sauerstoff gespalten wird, als auch die Reduktion von Kohlenstoffdioxid mit Licht und auch Prozesse, bei denen komplexere Kohlenwasserstoffe gebildet werden. Dieser letztgenannte Prozess ahmt die natürliche Photosynthese nach, wie sie unter anderem in den Blättern grüner Pflanzen abläuft. Die Verwendung von Kohlenstoffdioxid zum Aufbau von Kohlenhydraten erfolgt bei Pflanzen im Zuge der Dunkelreaktion im Calvin-Zyklus, unabhängig von der Anwesenheit von Licht.
Als Weg zum Erreichen der künstlichen Photosynthese gilt die Nachahmung der natürlichen Photosynthese. Probleme ergeben sich jedoch unter anderem aus dem Umstand, dass es sich bei der Spaltung von Wasser in Wasserstoff und Sauerstoff um Mehrelektronenprozesse handelt, während die Lichtabsorption ein Einphotonenprozess ist. Bis 2007 wurden große Fortschritte in den einzelnen Teilprozessen erzielt, die vollständige Reaktion in einem funktionierenden Gesamtsystem war jedoch noch nicht gelungen. Mittlerweile (Stand 2015) existieren erste Prototypen im Labormaßstab, eine großtechnische Nutzung steht jedoch noch aus.
Die künstliche Photosynthese gilt als vielversprechender Baustein einer zukünftigen nachhaltigen Energieversorgung, die mit der Energiewende erreicht werden soll. Während bei der natürlichen Photosynthese theoretisch maximal 6,7 % des Sonnenlichts chemisch gespeichert werden kann – Werte, die in der Praxis deutlich niedriger ausfallen – bietet die Möglichkeit höherer Wirkungsgrade durch künstliche Photosynthese und somit Vorteile in Bezug auf die zukünftige Energieversorgung. Generell wird davon ausgegangen, dass Anlagen zur künstlichen Photosynthese neben Langzeitstabilität einen Wirkungsgrad von mehr als 10 % aufweisen müssen, um als Alternative in Frage zu kommen. Der bisher höchste erreichte Wirkungsgrad liegt bei 22,4 % (Stand August 2015), wobei statt eines teuren Katalysators auf Platin-Basis Elektroden aus Nickel zum Einsatz kamen, das im Gegensatz zu Platin in großen Mengen kostengünstiger zur Verfügung steht. Verglichen damit erreicht die natürliche Photosynthese einen maximalen theoretischen Wirkungsgrad von ca. 4,5 %. In der Praxis liegen die Werte jedoch deutlich darunter, nur wenige Nutzpflanzen wie in tropischem Klima angebautes Zuckerrohr erzielen Werte über 1 %. Insgesamt werden nur 0,1 % der gesamten auf die Erdoberfläche treffenden Sonnenstrahlung durch natürliche Photosynthese umgewandelt und in Biomasse gespeichert.
Als Bauformen gibt es räumlich getrennte (kompartimentierte) Katalysatoren und Katalysatoren mit gemeinsamem Gasraum. Analog zur elektrolytischen Wasserspaltung fällt bei Letzteren ein Gemisch aus Wasserstoff und Sauerstoff (Knallgas) an, das explosiv ist und daher weiter getrennt wird.